# 皮克頓
皮克頓（英語：Picton）是紐西蘭南島馬爾堡的一個小鎮，皮克頓位於夏洛特女王灣/托塔拉努伊的附近，布倫亨以北25公里，威靈頓以西65公里處。 

## 人口
根據紐西蘭官方截至2022年6月的人口統計數據顯示：居住於皮克頓的總人口數量為4800人。